# Curridabat (canton)
Curridabat est un canton de la province de San José au Costa Rica.

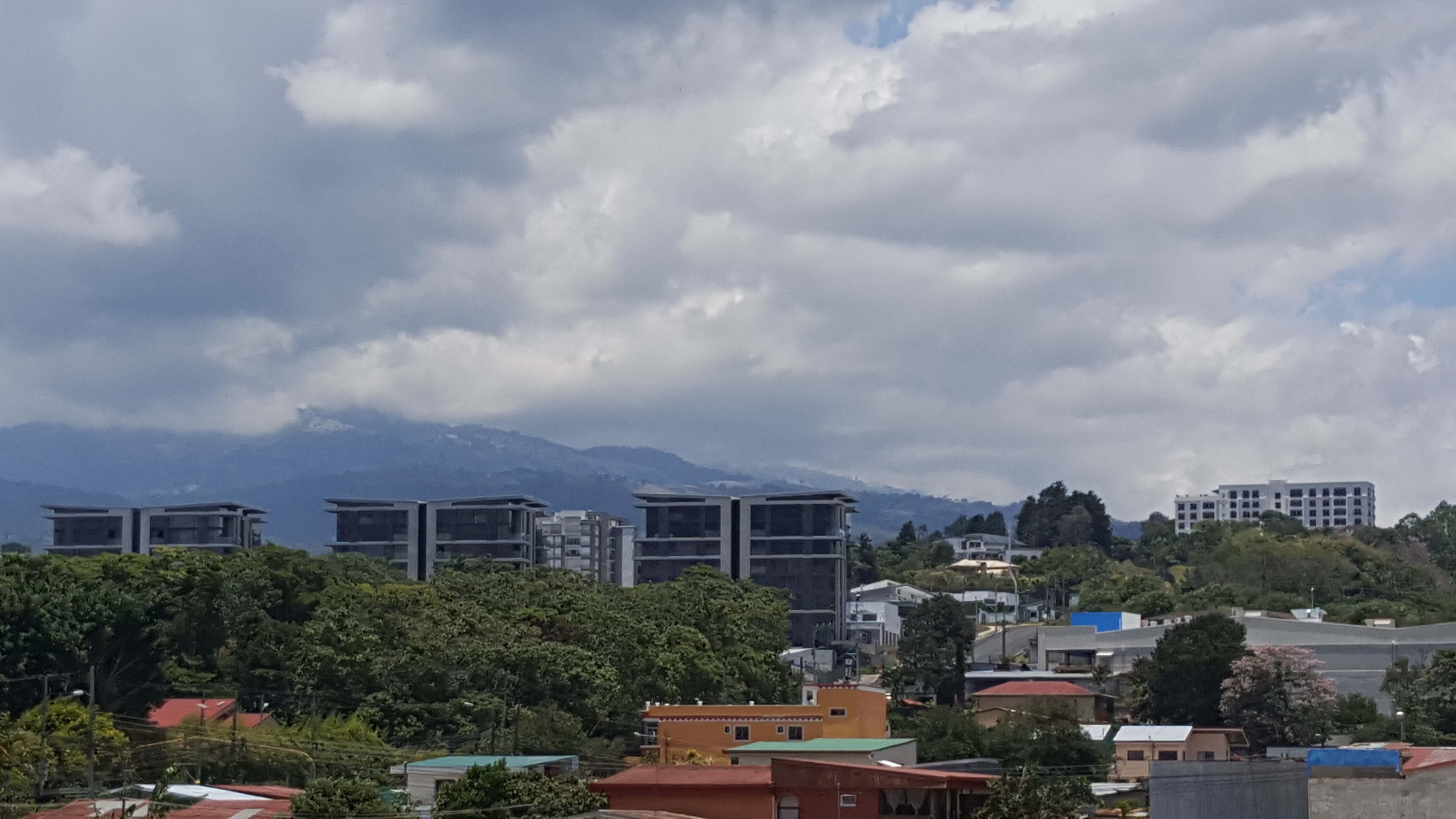
Montagnes vues de Curridabat

## Histoire
Le canton a été créé par la loi du 21 août 1929.

## Districts
Le canton de Curridabat est subdivisé en quatre districts (distritos) :
| District   | Code postal | Alt. (m) | Superficie (km2) | Pop. (2008) | Coordonnées                 |
| ---------- | --- | -------- | ---------------- | ----------- | --------------------------- |
| Curridabat | 11801 | 1 208    | 6.48             | 34 073      | 9° 54′ 58″ N, 84° 02′ 22″ O |
| Curridabat | Barrios (neighborhoods): Ahogados (part), Aromático, Cipreses, Chapultepec, Dorados, Guayabos, Hacienda Vieja, Hogar, José María Zeledón, Laguna, La Lía, Mallorca, María Auxiliadora, Miramontes, Nopalera, Plaza del Sol, Prado, San José, Santa Cecilia, Tacaco |          |                  |             |                             |
| Granadilla | 11802 | 1 343    | 3.41             | 13 214      | 9° 56′ 11″ N, 84° 00′ 53″ O |
| Granadilla | Barrios (neighborhoods): Biarquiria, Eucalipto, Freses, Granadilla Norte, Granadilla Sur, Montaña Rusa (part) |          |                  |             |                             |
| Sánchez    | 11803 | 1 250    | 4.17             | 3 470       | 9° 54′ 47″ N, 84° 01′ 06″ O |
| Sánchez    | Barrios (neighborhoods): Araucauria (part), Lomas de Ayarco, Pinares |          |                  |             |                             |
| Tirrases   | 11804 | 1 175    | 1.89             | 18 717      | 9° 54′ 27″ N, 84° 02′ 22″ O |
| Tirrases   | Barrios (neighborhoods): Colina, Lomas de San Pancracio, Ponderosa, Quince de Agosto |          |                  |             |                             |